# Хенрик Стефенс
Хенрик Стефенс (Ставангер, 2. мај 1773 − Берлин, 13. фебруар 1845), био је немачки филозоф, научник и песник .

## Детињство, образовање и предавања
Рођен је у Ставангеру . Са четрнаест година отишао је са родитељима у Копенхаген, где је студирао теологију и природне науке . 1796. предавао је на Универзитету у Килу, а две године касније отишао је Универзитет Фридрих Шилер да проучи природну филозофију Фридриха фон Шелинга. Отишао је у Фрајбург 1800. године и тамо је потпао под утицај Абрахама Готлоба Вернера.
Након две године вратио се у Копенхаген, а прича се да је он увео немачки романтизам у Данску 1802. године са девет предавања одржаних на Елерс Колегиум, касније објављеним као Увод у филозофска предавања. Ова предавања била су велики успех и извор инспирације за дански романтизам. Њима су присуствовали многи који су касније постали водећи дански мислиоци, попут Еленшлагера и Грундтвига. Фридрих Шлејермахера толико је погодила њихова изврсност, да је безуспешно настојао да Стефенс добије катедру на новом берлинском универзитету 1804. године, како би његова научна одељења била подржана у научном одељењу.

## Стефенс као професор и теорије
Упркос   - или можда због  - јаком утицају његових предавања, данске власти то нису поздравиле. Вратио се у Немачку и преузео професорску катедру на Универзитету у Халеу 1804. године, да би се повремено вратио у Данску. Током битке за Лајпциг (1813.) уписао се у пруску војску као потпоручник, а био је присутан приликом заузимања Париза наредне године. Био је професор физике у Вроцлаву од 1811 до 1832, када је прихватио позив у Берлин .
Стефенс је био један од такозваних "филозофа природе", пријатељ и присталица Шилинга и Шлејермахера. Више од оба ове двојице мислилаца био је упознат са открићима модерне науке и на тај начин је могао да исправи или измени маштовите спекулације Шилинга. Сматрао је да је главни принцип кроз природу и интелектуални живот главни принцип индивидуализације . Како се организми повећавају у степену развоја, што су оштрији и јаснији постали њихови обриси, то су им индивидуалности јасније. Овај принцип настојао је да извуче из свог знања геологије, за разлику од Лоренца Окена, који је исту теорију развио на биолошким основама. Његов утицај је био значајан, и Шилинг и Шлејермахера су изменили своје теорије у складу са његовим научним закључцима.
Његова главна научна и филозофска дела су:
- Beiträge zur inneren Naturgeschichte der Erde (1801)
- Grundzuge der philosophischen Naturwissenschaft (1806)
- Anthropologie (1824)
- Ueber die idee der Universitäten (1835)
- Ueber geheime Verbindungen auf Universitaten (1835)
- Karikaturen des Heiligsten (1819–1821)
- Wie ich wieder Lutheraner wurde und was mir das Luthertum ist (1831)
- Von tIer falschen Theolegie und dem wahren Glauben (new ed., 1831)
- Die Familien Walseth and Leith (1827)
- Die vier Norweger (1828)
- Malcolm (1831)

Током последњих пет година свог живота написао је аутобиографију, Was ich erlebte, а после његове смрти објављен је његов Nachgelassene Schriften (1846). Види Tietzen, Zur Erinnerung an Steffens; Petersen, Henrik Steffens  (немачки превод, 1884); Dilthey, Leben Schleiermachers .

## Наслеђе
Професора Хенрика Стефенса, именованог за професора катедре на Универзитету Хумболдт у Берлину за област хуманистичких и друштвених наука, финансира Влада Норвешке, а заједнички им управљају Универзитет Хумболдт и Универзитет у Ослу . Професор је успостављен у вези са државном посетом немачког председника Романа Херцога 1998. године у Норвешкој, на иницијативу Луци Смит, ректора Универзитета у Ослу. Сврха професора је промовисање академске сарадње између Норвешке и Немачке на пољима хуманистичких и друштвених наука, "у духу Хенрика Стефенса". То је једна од девет именованих столица на Универзитету Хумболдт.
Професор је домаћин Одсека за студије северне Европе на Хумболдтовом универзитету, који се налази у близини Унтер ден Линден . На одељењу је такође и професор Даг Хамаршелд, које финансира шведска влада.

### Списак професора Хенрика Стефенса
- Ајнхарт Лоренц 1998–2001
- Јан Брокман 2001–2004
- Хелге Хојбрајтен 2004–2009 [7]
- Јорун Сем Фуре 2009–2011
- Кјетил Јакобсен 2011–2014
- Јанке Клок 2014– [8]